# Austrian Football Division Ladies 2010
La Austrian Football Division Ladies 2010 è l'11ª edizione del campionato di football americano femminile di primo livello, organizzato dalla AFBÖ.

## Squadre partecipanti
| Club                                           | Città       | Stadio | Sponsor ufficiale | Risultato nella stagione 2009 |
| ---------------------------------------------- | ----------- | ------ | ----------------- | ----------------------------- |
| Budapest Wolves Ladies                         | Budapest    |        |                   |                               |
| Lower Austria Titans Ladies/ Graz Black Widows | Vienna/Graz |        |                   |                               |
| Vienna Vikings Ladies                          | Vienna      |        |                   |                               |

## Stagione regolare

### Calendario

#### 1ª giornata
| 25 aprile 2010 | Lower Austria Titans Ladies /Graz Black Widows | 25 – 0 (6-0 0-0 6-0 13-0) | Budapest Wolves Ladies |  |

#### 2ª giornata
| 16 maggio 2010 | Budapest Wolves Ladies | 0 – 36 | Vienna Vikings Ladies |  |

#### 3ª giornata
| 3 giugno 2010 | Vienna Vikings Ladies | 32 – 12 (12-6 0-0 14-0 6-6) | Lower Austria Titans Ladies/ Graz Black Widows |  |

#### 4ª giornata
| 26 settembre 2010 | Vienna Vikings Ladies | 29 – 0 | Budapest Wolves Ladies | (200 spett.) |

#### 5ª giornata
| 3 ottobre 2010 | Lower Austria Titans Ladies /Graz Black Widows | 0 – 28 | Vienna Vikings Ladies |  |

#### 6ª giornata
| 17 ottobre 2010 | Budapest Wolves Ladies | 6 – 0 (0-0 0-0 0-0 6-0) | Lower Austria Titans Ladies/ Graz Black Widows |  |

### Classifica
La classifica della regular season è la seguente:
- PCT = percentuale di vittorie, G = partite giocate, V = partite vinte,  P = partite perse, PF = punti fatti, PS = punti subiti

| Pos. | Squadra                                        | PCT   | G | V | N | P | PF  | PS |
| ---- | ---------------------------------------------- | ----- | - | - | - | - | --- | -- |
| 1    | Vienna Vikings Ladies                          | 1.000 | 4 | 4 | 0 | 0 | 125 | 12 |
| 2    | Lower Austria Titans Ladies/ Graz Black Widows | .250  | 4 | 1 | 0 | 3 | 37  | 66 |
| 3    | Budapest Wolves Ladies                         | .250  | 4 | 1 | 0 | 3 | 6   | 90 |

## XI Ladies Bowl
| 7 novembre 2010 | Vienna Vikings Ladies | 40 – 24 (6-6 0-6 8-6 26-6) | Lower Austria Titans Ladies/ Graz Black Widows |  |

## Verdetti
- Vienna Vikings Ladies Campionesse dell'Austria 2010